# جانيت بيت
جانيت بيت (بالإنجليزية: Janet Beat)‏ هي ملحنة بريطانية، ولدت في 17 ديسمبر 1937.